# 熊本県道347号寺田岱明線
熊本県道347号寺田岱明線（くまもとけんどう347ごう てらだたいめいせん）は、熊本県玉名市を通る一般県道である。

## 概要
玉名市寺田から玉名市岱明町開田に至る。
玉名市の中心市街地を通る旧国道208号で、2019年（平成31年）4月1日に熊本県に移管された。

### 路線データ
- 起点：熊本県玉名市寺田（寺田交差点、国道208号交点）
- 終点：熊本県玉名市岱明町開田（開田交差点、国道208号交点）
- 総延長：7.2 km[1]

## 歴史
- 2018年（平成30年）11月26日 - 熊本県告示第977号により認定[3]。
- 2019年（平成31年）
  - 2月22日 - 国道208号の玉名バイパスの完成により玉名中心市街地を通る区間を熊本県に移管を発表、移管後の路線名を一般県道・寺田岱明線（路線番号・347）と発表[4]。
  - 3月22日 - 熊本県告示第287号により、道路の区域を決定[1]。
  - 4月1日 - 国道208号玉名中心市街地区間を熊本県に移管、正式に熊本県道347号寺田岱明線となる。

## 路線状況

### 道路施設

#### 橋梁
- 高瀬大橋（菊池川、玉名市）
- 横町橋（繁根木（はねぎ）川、玉名市）
- 境川橋（境川、玉名市）

## 地理

### 通過する自治体
- 玉名市

### 交差する道路
| 交差する道路                    | 交差する場所 | 交差する場所      |
| ------------------------------- | ------------ | ----------------- |
| 国道208号                       | 寺田         | 寺田交差点 / 起点 |
| 熊本県道1号熊本玉名線           | 大倉         | 玉名市桃田交差点  |
| 熊本県道16号玉名山鹿線          | 高瀬         | 高瀬交差点        |
| 熊本県道165号玉名停車場立願寺線 | 中           | 玉名市春出交差点  |
| 熊本県道112号長洲玉名線         | 中           | 玉名市中交差点    |
| 国道208号                       | 岱明町開田   | 開田交差点 / 終点 |

### 沿線
- トッパン・フォームズ西日本
- 菊池川
- 玉名市役所
- ゆめマート玉名
- JR九州鹿児島本線 玉名駅
- 熊本県立玉名高等学校・附属中学校
- 専修大学玉名高等学校